# José Durán (cineasta)
José Durán (Hospitalet de Llobregat, Barcelona, 25 de junio de 1975) es un director, guionista y productor de cine español.

## Biografía
Inició su carrera como periodista cinematográfico en 1999. En Andorra, dirigió y presentó programas dedicados al mundo del cine en radio y televisión. Debutó en Onda Cero Andorra con Fila 1, en el que entrevistó a renombradas figuras del cine español, como Paul Naschy, Carmen Sevilla, Eloy de la Iglesia y Carlos Saura. En Andorra 7 Ràdio creó La Nit dels Oscars, primera retransmisión de los Oscars de la radio andorrana. En Andorra Televisió, la televisión nacional de Andorra, condujo dos programas: Fos a negre, dedicado a la actualidad cinematográfica, y En curt, sobre el mundo del cortometraje. Asimismo, participa como contertulio en programas de esRadio, betevé, Canal Català TV, Radio Círculo, Ràdio L'Hospitalet y Radio Nacional de Andorra. También colabora como articulista en medios de prensa escrita y digital. 
En 2006 formó parte del jurado de la 50.ª edición de los Premios Sant Jordi de Cinematografía (RNE). También ha sido miembro del jurado del Festival de Cinema de Girona (2007) y del Fascurt (2009), festival del Masnou. 
En 2025 rueda Gina, su primer largometraje como director, guionista y productor, que protagonizan Miki Molina, Manuel Galiana, Roger Pera y José María Blanco.

## Filmografía

### Largometrajes
- Gina (2025)